# CSS-Sprites
CSS-Sprites bezeichnet eine einzelne Grafikdatei, die mehrere Symbole und Icons enthält. Diese zusammengefassten Grafiken fungieren als Sprites und dienen dazu, die Ladezeit von Webseiten zu minimieren. Die einzelnen Elemente dieser Gesamtgrafik werden mit der CSS-Eigenschaft background-image und background-position ein- beziehungsweise ausgeblendet.
Dokumentiert wurde diese Technik vermutlich das erste Mal 2004 im englischsprachigen Online-Magazin A List Apart, eine Website, die sich an Webdesigner richtet. Bekannte Websites wie Google, XING, Amazon oder Facebook nutzen diese Technik. Eine Alternative zu Sprites sind Icon-Fonts.

## Vorteile

### Verbesserung der Ladezeit
In den meisten Fällen kann durch eine konsequente Nutzung von Sprites eine Verringerung der Webseiten-Ladezeit erreicht werden: Der Webbrowser lädt wesentlich schneller eine Datei mit einer Größe von 10kb als zehn Dateien mit jeweils 1kb, weil die HTTP-Spezifikation nur wenige parallele Download-Vorgänge vorsieht.

Schema eines Bildwechsels, sobald der Mauszeiger ein Element überfährt

### Vermeiden von Verzögerung bei Bildwechseln
Das dynamische Wechseln eines Bildes auf einer Internetseite ist im Rahmen des Webdesigns nicht unüblich – so wird eine Grafik beispielsweise gewechselt, sobald der Mauszeiger über ein bestimmtes Element fährt. Das Laden der einzuwechselnden Grafik erfordert ohne weitere Vorkehrungen jedoch immer eine gewisse Ladezeit – selbst bei schnellen Internetverbindungen nimmt der Benutzer eine kurze Verzögerung oder ein kurzes Flackern wahr. Bei der Sprite-Technik dagegen ist das zweite Bild bereits Teil der bereits geladenen Gesamtgrafik, die nur noch relativ zum sichtbaren Bereich verschoben werden muss. Ein Flackern nimmt der Betrachter nicht mehr wahr, da das Bild zuvor bereits vom Browser zwischengespeichert wurde und kein erneuter HTTP-Aufruf notwendig ist.

### Weitere Vorteile

Beispiel eines bei der Wikimedia Commons Wahl zum Bild des Jahres genutzten Sprites. Die weißen Icons sind nur auf anders farbigem Hintergrund sichtbar. Beim Überfahren mit dem Mauszeiger oder Gedrückthalten eines Buttons wechselt aus Sicht des Besuchers die Farbe des Icons. Wurde bereits gewählt, so wird ein Icon durch ein Durchgestrichenes ausgetauscht.

Mit der Sprite-Technik können auch sogenannte Image-Maps ersetzt werden. Hierbei handelt es sich um ein HTML-Element, das kontextsensitiv wirkt, also etwa bestimmte Bereiche anklickbar macht. Außerdem ist es möglich, unter Zuhilfenahme von CSS3 eine Grafik animiert darzustellen – ohne eine dafür sonst übliche GIF-Datei einzusetzen.

## Nachteile
Das Erstellen der CSS-Sprites ist recht aufwendig und der Aufwand steigt proportional mit der Anzahl der zu verwendenden Einzelgrafiken. Neben der Zusammenstellung mit Hilfe eines Bildbearbeitungsprogrammes muss der Entwickler auch in der Stylesheet-Datei für jedes Element die Hintergrundgrafik sowie die genaue Position innerhalb der Gesamtgrafik angeben. Für die Zusammenstellung der Sprite-Dateien sowie die Erzeugung des Stylesheet-Codes existieren jedoch verschiedene Softwarelösungen, die das Erstellen der Sprites automatisieren.
Sprites können sich auch negativ auf die Ladezeit der Webseite auswirken – beispielsweise, wenn die Webseite nur sehr wenige Grafiken anzeigen muss, dafür aber die gesamte Spritedatei geladen wird, die um ein Vielfaches größer ist.